# 森絵里香
森 絵里香（もり えりか、1982年5月2日 - ）は、日本の女性ファッションモデル。静岡県出身。イデア所属。

## 略歴
10代向けファッション雑誌『プチセブン』でデビュー。2001年より『with』の専属モデル、2011年より『AneCan』の専属モデルとして活動した。

## 人物
約1年の交際を経て、2015年2月2日に年上の一般男性と結婚したが、2022年4月23日に離婚を報告した。
2024年1月1日に再婚した。

## 出演

### 雑誌
- プチセブン
- with（講談社、2003年7月号 - 2011年11月号[7]）専属モデル
- CLASSY.（光文社、2007年9月号 - ）
- ar（主婦と生活社、2007年10月号 - ）
- Regina（2007年秋号 - ）
- AneCan（小学館、2011年11月号 - ）専属モデル

### テレビ番組
- easy sports（テレビ朝日、2009年11月9日-2009年11月13日）
- 東京上級デート #9 御徒町（テレビ朝日、2012年5月31日）

### CM
- ジョンソン・エンド・ジョンソン「ジョンソンボディーケア」（2013年）
- ソフィーナ 「iPベースケアエッセンス＜新土台美容液＞」（2018年）